# Magadi, Shirhatti
Magadi là một làng thuộc tehsil Shirhatti, huyện Gadag, bang Karnataka, Ấn Độ.